# Aeroportul Vaasa
Aeroportul Vaasa (IATA: VAA, ICAO: EFVA) este un aeroport din Vaasa, Ostrobotnia, Finlanda de Vest și Centrală⁠(d), Finlanda ce deservește zona Vaasa. Aeroportul a fost tranzitat în 2022 de 113.244 de pasageri. A fost numit după zona deservită.
Situat la o altitudine de 6 m, aeroportul dispune de 2 piste. Este operat de Finavia⁠(d).

## Infrastructură

### Piste
Aeroportul dispune de 2 piste. Pista 16/34 are suprafața de asfalt și dimensiunile 2.500 m × 48 m. Pista 11/29 are suprafața de asfalt și dimensiunile 1.500 m × . 